# 小林範仁
小林 範仁（こばやし のりひと、1982年5月4日 - ）は、秋田県北秋田市出身のノルディック複合選手。冬季オリンピック3大会ノルディック複合日本代表。2009年ノルディックスキー世界選手権金メダリスト。
秋田県立花輪高等学校、日本大学経済学部経済学科を卒業、東京美装興業に所属していた。現在は秋田テレビに勤務。

## 経歴
阿仁町 (現在の北秋田市) で生まれ、父親の影響を受けてノルディック競技を始めた。ジュニア時代から頭角を現し、1999-2000シーズン後半よりノルディック複合・ワールドカップに参戦。
2000-01シーズンは12月30日のリレハンメル大会で12位、2月のノルディックスキージュニア世界選手権では日本勢で初めて金メダルを獲得し、同月に開催されたノルディックスキー世界選手権にも初出場した。2002年2月にはソルトレークシティオリンピックにも出場し、2003年ユニバーシアードではノルディック複合個人、スプリント、団体の3種目で優勝した。
2005-06シーズン頃より元々得意としていたクロスカントリーに加えて、ジャンプの実力が上昇しW杯での上位進出回数が増加した。1月21日のハラホフ大会で自己最高の4位、翌日も9位に入るとその後も2度目の出場となったトリノオリンピックを含めて安定して20位以内の成績を残した。
翌2006-07シーズンに少し成績を落としたが、2007-08シーズンは1月26日のゼーフェルト大会4位など出場17戦中15戦で20位以内に入る安定した成績を残し、個人総合で自己最高の13位となった。

### 世界選手権団体で金メダルを獲得
2008-09シーズンも2度6位に入るなど前半戦より度々上位に進出。
2月にリベレツ（ チェコ）で開催された世界選手権は個人戦ノーマルヒルで5位となり、世界選手権の個人種目で日本勢4大会8年ぶりの入賞を達成。
団体戦は湊祐介、加藤大平、渡部暁斗とともに出場。日本は前半のジャンプで5位につけると、後半クロスカントリーは1走の湊がトップとの24秒差を詰めて先頭集団に加わった。2走加藤と3走渡部も先頭集団でのレースを維持したままアンカーの小林に繋ぐと、小林はクロスカントリーに強いドイツのティノ・エデルマン、ノルウェーのマグヌス・モーアンの両名とレース終盤まで優勝争いを繰り広げた。そして、最後の登り坂を登り切った残り700m地点でスパートをかけて3位からトップに躍り出ると、ゴール地点で写真判定となったラストのスプリント勝負を制し、優勝を達成した。日本にとって世界選手権団体戦での金メダル獲得は1995年世界選手権以来7大会14年ぶりで、小林も距離に強い「新しい複合ニッポン」の象徴的存在となった。
2009年3月30日、秋田県県民栄誉章受章。

### バンクーバーオリンピックシーズン以降
2009-10シーズン、1月16日のショーヌーヴ大会の5位から3戦連続で一桁順位を記録。2月に3度目の五輪出場となるバンクーバーオリンピックを迎えた。個人（ノーマルヒル/10km）では前半ジャンプで12位につけると、トップから58秒差でスタートした後半クロスカントリーで優勝争いに加わり、終盤残り約1㎞の地点で一時トップに立つ健闘を見せ7位に入賞した。
2010-11シーズンもワールドカップ、世界選手権に出場した後、現役を引退した。
引退後は地元秋田の秋田テレビに在籍。2025年3月現在、同社営業局営業企画部副部長。

## 主な戦績

### オリンピック
- 2002年ソルトレイクシティオリンピック（ アメリカ合衆国）
  - スプリント 17位
- 2006年トリノオリンピック（ イタリア）
  - 個人 16位、団体 6位（高橋大斗・畠山陽輔・北村隆）、スプリント 18位
- 2010年バンクーバーオリンピック（ カナダ）
  - 個人（グンダーセン、ノーマルヒル）7位、団体 6位（加藤大平・高橋大斗・渡部暁斗）、個人（グンダーセン、ラージヒル）27位

### 世界選手権
- 2001年ラハティ（ フィンランド）
  - スプリント33位
- 2003年ヴァル・ディ・フィエンメ（ イタリア）
  - 個人26位、団体6位、個人スプリント43位
- 2007年札幌（ 日本）
  - 個人スプリント25位、団体8位、個人26位
- 2009年リベレツ（ チェコ）
  - 個人（マススタート）17位、個人（グンダーセン、ノーマルヒル）5位、団体金メダル、個人（グンダーセン、ラージヒル）16位
- 2011年オスロ（ ノルウェー）　
  - 個人ノーマルヒル35位、団体ノーマルヒル6位、団体ラージヒル5位

### FISワールドカップ
- 初出場 2000年2月12日,日本・札幌大会 - 21位
- 最高成績 - 4位（2006年1月21日チェコ・ハラホフ大会、2008年1月26日オーストリア・ゼーフェルト大会）
- シーズン個人総合最高成績 - 13位（2007-2008年シーズン）
- ワールドカップB - 3位1回

### ジュニア世界選手権
- 2001年カルパチュ大会（ ポーランド）
  - 個人グンダーセン優勝、個人スプリント3位

### 冬季ユニバーシアード
- 2003年タルヴィジオ大会（ イタリア）
  - 個人グンダーセン優勝、個人スプリント優勝、団体優勝（青木純平、畠山陽輔、小林範仁）[8]